# Edson Álvarez
Edson Omar Álvarez Velázquez (Tlalnepantla de Baz, 24 de outubro de 1997) é um futebolista mexicano que atua como volante. Atualmente joga pelo West Ham.

## Carreira
Foi convocado para defender a Seleção Mexicana de Futebol na Copa do Mundo de 2018.

## Títulos
América
- Liga MX: Apertura 2018
- Copa México: Clausura 2019

Ajax
- Eredivisie: 2020–21, 2021–22
- Copa dos Países Baixos: 2020–21

México
- Copa Ouro da CONCACAF: 2019, 2023, 2025
- Liga das Nações da CONCACAF: 2024–25[3]